# 函館山ロープウェイ
函館山ロープウェイ株式会社（はこだてやまロープウェイ、英: Mt.HAKODATE ROPEWAY Corpoation）は、北海道函館市にある函館山の山麓と山頂を結ぶロープウェイを運営する会社である。

## 概要
1957年（昭和32年）11月、週刊読売の『新日本百景』で函館山が第1位に選ばれ函館山からの函館旧市街地の眺望（函館夜景など）の人気が高まったことを受けて函館市がケーブルカーの開業を目指した。しかし財政難により市営でなく地元財界によるロープウェイの開業をめざし設立した観光開発事業者である。ケーブルカー敷設案では自然環境を破壊する恐れがあるのでロープウェイ架設に変更、1958年（昭和33年）11月15日に開通した。市も出資し第3セクター化、1988年（昭和63年）に施設の大型化が図られた。

### 歴史
- 1958年（昭和33年） - 函館観光事業会社として設立[1][2]。
  - 5月 - ロープウェー架設工事を着工[2]。
  - 11月15日 - 31人乗りロープウェイを開業[2]。
- 1959年（昭和34年） - 函館山観光を楽しむ人たちのために山頂展望台と食堂・売店を開設。
- 1965年（昭和40年） - タクシー事業を開始（1975年に分社化の後、現在は撤退）。
- 1970年（昭和45年） - 45人乗りロープウェイに増強（2代目）。
- 1976年（昭和51年） - 現社名に変更。
- 1978年（昭和53年） - 元町壱番館を開店（現在は閉店）。
- 1986年（昭和61年） - 函館市が出資し、第三セクターとなる。
- 1988年（昭和63年） - 当時、日本最大の定員であった125人乗りゴンドラを導入[2]（3代目）。展望台改修完成。
- 1992年（平成4年） - 日本初のコミュニティFM放送・FMいるか開局。
- 1993年（平成5年） - FMいるかビルに「カフェペルラ」開店（現在は閉店）。
- 1997年（平成9年） - オーストリアより125人乗り新ゴンドラを導入（4代目）。
- 2014年（平成26年）11月7日 - ゴンドラを更新（5代目）[5][1]。（大阪車輌工業製、125人乗り）
- 2015年（平成27年）11月13日 - 山麓駅および山頂施設の改修を完了し、新装開業[6][7]。
- 2016年（平成28年）12月11日 - 17時10分、山麓駅で点検作業をしていた従業員が搬器の車輪と車輪止めの間に下半身を挟まれ死亡[8][9]。翌日から17日まで運休[10][11]。

## 施設

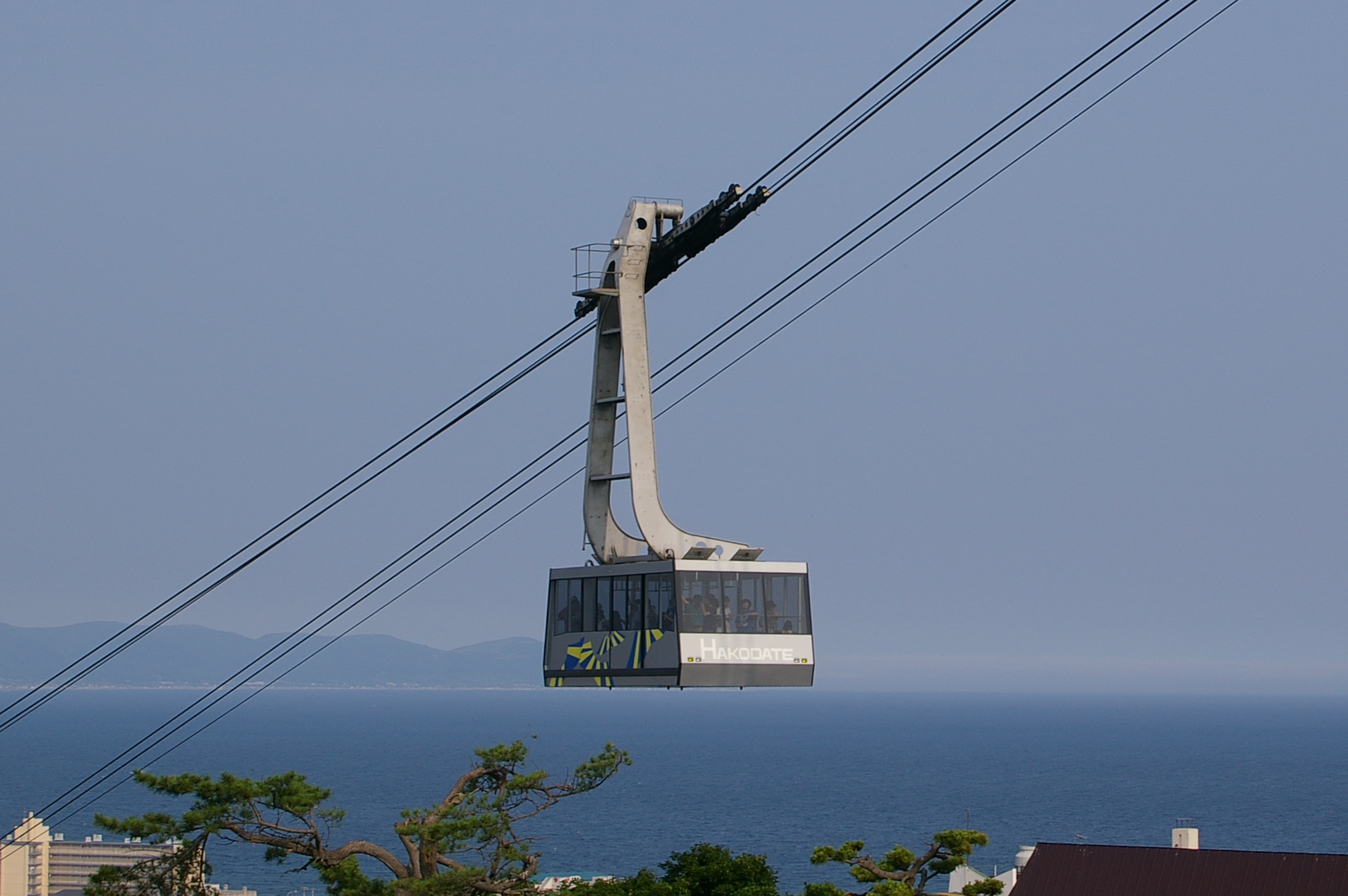
津軽海峡を背に函館山を登るゴンドラ

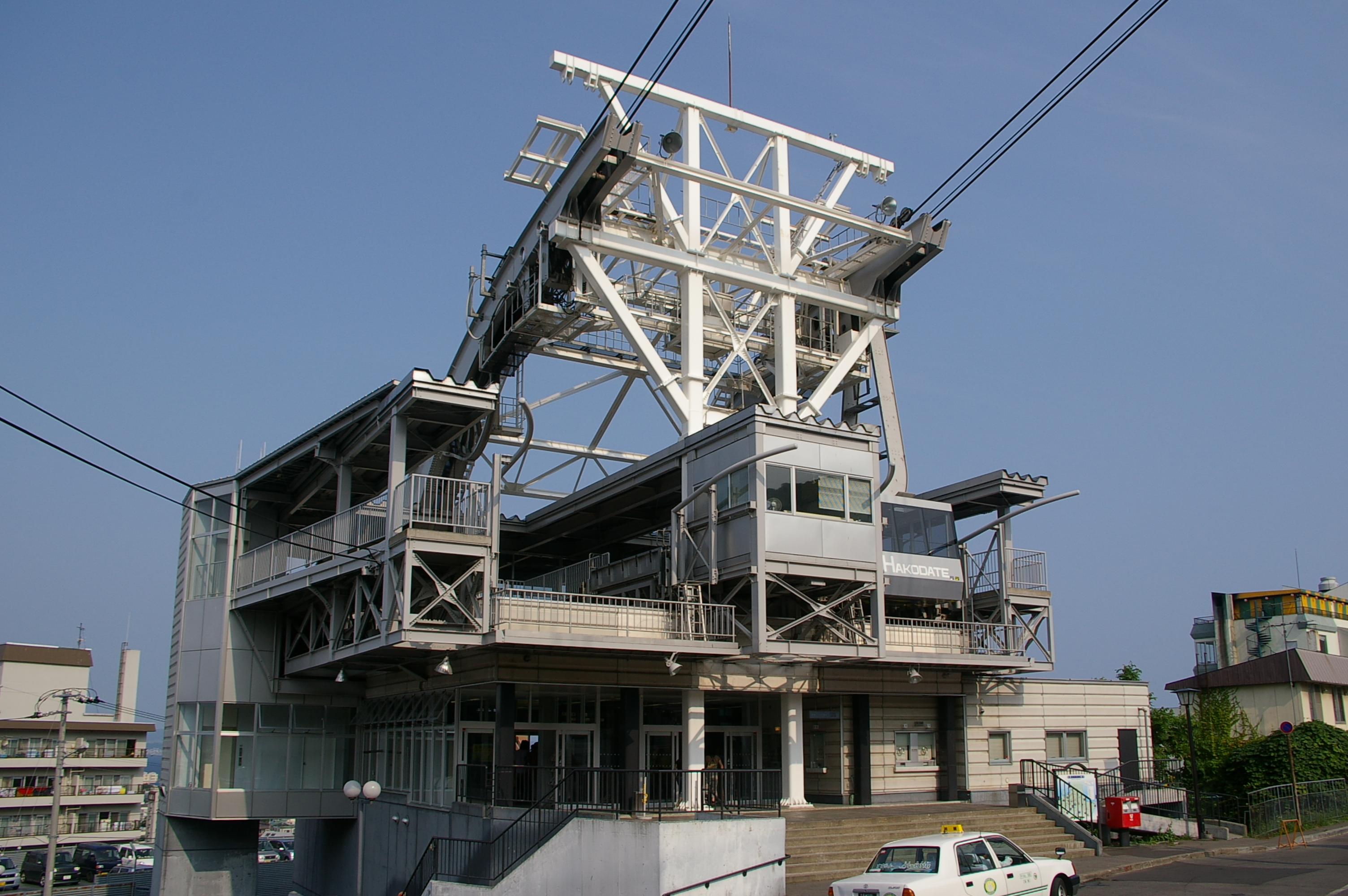
函館山ロープウェイ山麓駅

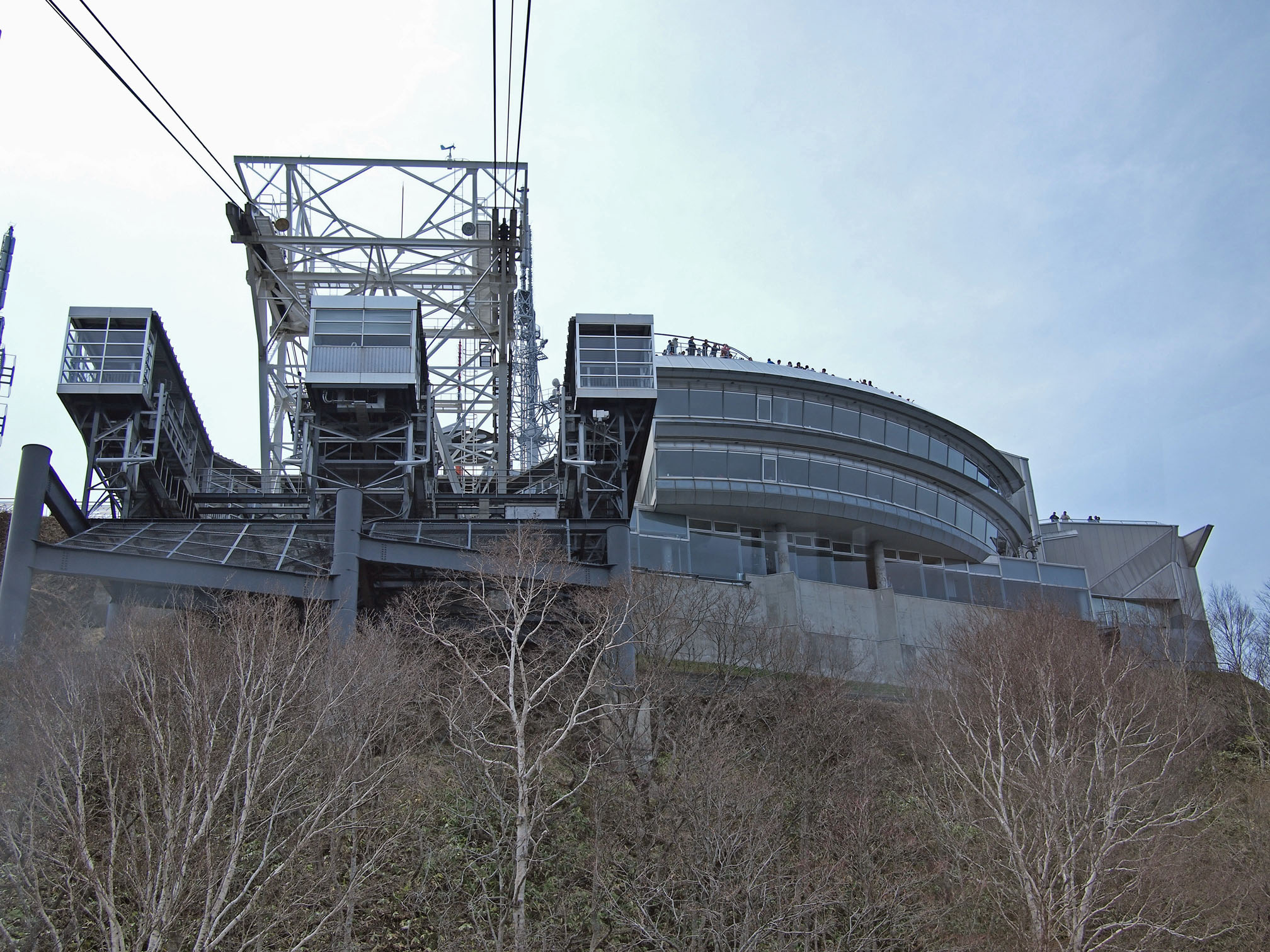
山頂駅

### ロープウェイ

#### 索道
- 索道方式 3線交走式普通索道
- 製作  安全索道
- 線路水平亘長 787.25m
- 線路傾斜亘長  835.06m
- 線路高低差 278.50m
- 支柱数 0
- 最急勾配 28度58分(終点停留所山麓寄り)

#### ゴンドラ
- メーカー 大阪車輌工業（大阪市）
- 最大乗車人数 125人
- 所要時間 3分

### 山麓ステーション
乗車券売場と売店がある。
2015年（平成27年）11月13日に約2倍の広さに拡張して新装開業しており、FMいるかも移転して入居させた。
なお、FMいるかの新スタジオでの放送は2015年（平成27年）11月8日から開始された。

### 山頂施設
- レストラン「ジェノバ」（2階）
- 山頂ショップ（2階） - 土産品や食料品を販売。
- イベントホール「クレモナ」（2階） - 160人収容のイベントホール。ステージにスタインウェイ・アンド・サンズ製のグランドピアノを設置。
- ティーラウンジ「レガート」（3階）

## その他
- 毎年10月半ば(大方16日)から3週間程、法定整備点検に伴い、終日運休となる。[13]

## イベント
- 12月 函館港イルミナシオン映画祭
- 大晦日 山頂施設でカウントダウンパーティーを開催。
- 2024年4月 - 9月まで、アニメ映画『名探偵コナン 100万ドルの五稜星』とのコラボ企画として、ゴンドラ内のアナウンスを江戸川コナン役の高山みなみが担当するなどのイベントを行った。

## コミュニティFM
1992年12月よりコミュニティ放送局『FMいるか』の運営を行っている。なお当局は日本で初めて開局したコミュニティFM局である。

## 周辺
- 函館山ロープウェイ「山麓駅」専用駐車場付近 - 江戸時代、南部陣屋があった。
- 南部坂
- 函館市電十字街停留場 - 南部坂を登り「山麓駅」まで徒歩10分
- 函館市電宝来町停留場 - 「山麓駅」までは高田屋通を登る